# Māris Krakops
Maris Krakops (en letton : Māris Krakops; né le 3 avril 1978 en Lettonie) est un grand maître international d'échecs letton.

## Biographie
Maris Krakops est avocat de profession. Il joue beaucoup moins depuis 2003. En 2019, il est élu président de la fédération lettone des échecs.

## Parcours dans les compétitions de jeunes
Maris Krakops commence une véritable carrière d'échecs en 1992 en participant au championnat junior d'URSS à Jurmala, en Lettonie. En 1994, il se classe deuxième au championnat du monde des moins de 16 ans à Szeged, en Hongrie. Il est derrière Peter Leko. En 1994, il obtient le titre de maître international. Puis, en 1995, Maris Krakops est 8e à l'issue du championnat du monde d'échecs des moins de 18 ans à Guarapuava, au Brésil, et de nouveau 8e au championnat du monde d'échecs junior (moins de 20 ans) à Siófok, en Hongrie. 

## Palmarès dans les compétitions adultes
Maris Krakops remporte le championnat de Lettonie d'échecs en 1998. En 2000, il s'impose au Troll Masters à Gausdal, en Norvège. En 2001, il termine est deuxième à Patras, en Grèce.

## Parcours avec l'équipe nationale de Lettonie

### Parcours aux olympiades d'échecs
Maris Krakops a joué pour la Lettonie aux Olympiades d'échecs:
- En 1998, il est au deuxième échiquier lors de la 33e Olympiade d'échecs à Elista, en Russie (6 victoires(+), 3 matchs nuls (=), 2 défaites (-));
- En 2000, il tient le deuxième échiquier de la 34e Olympiade d'échecs à Istanbul, en Turquie (+2, = 3, -2);
- En 2002, il joue au quatrième échiquier de la 35e Olympiade d'échecs à Bled, en Slovénie (+3, = 1, -2).

### Parcours aux championnats d'Europe d'échecs des nations
Maris Krakops joue pour la Lettonie lors du championnat d'Europe d'échecs des nations :
- En 1997 à Pula (Croatie), il est en réserve (+2, = 5, -0);
- En 1999 à Batoumi (Géorgie), il tient le deuxième échiquier  (+2, = 4, -3);
- En 2001 à León (Espagne), il est médaille d'argent individuelle au troisième échiquier (+5, = 1, -2).

## Titres internationaux
Maris Krakops est maître international depuis 1994, à la suite du championnat du monde des moins de 16 ans.
Il obtient le titre de grand maître international en 1998.